# Рендел Планкет, 19-й барон Дансені
Рендел Артур Генрі Планкет, 19-й барон Дансені (Randal Arthur Henry Plunkett, 19th Baron of Dunsany; 25 серпня 1906 — 8 лютого 1999) — ірландський аристократ, пер. Єдиний син письменника і драматурга Едварда Планкета, 18-го барона Дансені і леді Беатріс Чайлд Вільєрс, дочки Віктора Чайлда Вільєрса, 7-го графа Джерсі. 

## Раннє життя
Рендел Планкетт народився в Дубліні 25 серпня 1906 року. Здобув освіту в Ітонському коледжі. У 1957 році після смерті свого батька 18-го лорда Дансені він отримав сімейний титул.

## Військова кар'єра
Планкетт вступив до британської армії в 1926 році в 16-му/5-му кавалерійському полку. Декілька років потому він перейшов до британської індійської армії та протягом майже 20 років служив у кавалерійському розвідувальному полку та Індійському бронетанковому корпусі . Він воював на північно-західному кордоні в 1930 році в кавалерійському полку британської індійської армії, був нагороджений за цю службу та підвищений до звання підполковника . Він також служив на північно-західному кордоні під час Другої світової війни, а влітку 1941 року очолював ескадрилью біля перевалу Ходжак на території сучасного Пакистану. Здійснив рейд до Центральної Азії, щоб запобігти просуванню німецьких військ на південь. Пізніше його передислокували до Північної Африки, де воював під Ель-Аламейном. Він звільнився з військової служби в 1947 році, в рік розформування британської індійської армії, отримавши медаль і застібку.

## Особисте життя
23 серпня 1938 року Планкетт одружився з Вірою де Са Соттомайор (1910—1986) із Сан-Паулу (Бразилія). Трохи більше ніж через рік у пари народилася їхня єдина дитина Едвард Джон Карлос Планкетт, який пізніше змінив свого батька на посаді 20-го лорда Дунсані в 1999 році. У 1947 році подружжя розлучилося, а 8 жовтня 1947 року Рендал Планкетт одружився з Шейлою Вікторією Катрін Філіппс, донькою сера Генрі Філіпса, 2-го баронета, із замку Піктон у Пембруку. Від цього шлюбу 15 липня 1948 року народилася Беатріс Мері Планкетт.
Планкетт був активним гравцем у поло під час служби в армії. Він прийняв на себе управління замком Дунсані та Демесном після того, як залишив армію.
Рендел Дансені помер у 1999 році після тривалої хвороби. Його поховали на одному з курганів перед замком Дансені. У нього залишилося обоє дітей.

## Досягнення
Дансені очолив створення Військового та Госпітальєрського Ордену Святого Лазаря Єрусалимського в Ірландії. 21 вересня 1962 року в замку Дансені відбулася офіційна інавгурація Військового та Госпітальєрського Ордену Святого Лазаря Єрусалимського Бейлівіка (пізніше Великого Пріорату) Ірландії, і Дансені було призначено першим канцлером ордена в Ірландії. Дансені та його дружина профінансували оздоблення каплиці Святого Стефана в соборі Святого Патрика в Дубліні як каплиці ордена в Ірландії.